# Ravenna (Nebraska)
Ravenna è una città della contea di Buffalo nel Nebraska, negli Stati Uniti. Fa parte dell'area statistica micropolitana di Kearney. La popolazione era di 1 360 abitanti al censimento del 2010.

## Geografia fisica
Secondo l'Ufficio del censimento degli Stati Uniti, ha una superficie totale di 1,67 mi² (4,33 km²).

## Storia
Ravenna fu fondata nel 1886 quando la Burlington Railroad fu estesa a quel punto. Prende il nome dall'omonima città italiana, e molti dei nomi delle sue strade commemorano altre località italiane.
Ravenna fu incorporata nell'ottobre 1886.

## Società

### Evoluzione demografica
Secondo il censimento del 2010, la popolazione era di 1 360 abitanti.

### Etnie e minoranze straniere
Secondo il censimento del 2010, la composizione etnica della città era formata dal 98,2% di bianchi, lo 0,0% di afroamericani, lo 0,2% di nativi americani, lo 0,4% di asiatici, lo 0,0% di oceanici, lo 0,0% di altre razze, e l'1,3% di due o più razze. Ispanici o latinos di qualunque razza erano il 2,0% della popolazione.